# Ammodendron
- Commons
- Wikispecies

Ammodendron Fisch. ex DC. é um género botânico pertencente à família Fabaceae.

## Espécies
| - Ammodendron argenteum - Ammodendron bifolium - Ammodendron caspium - Ammodendron conollyi - Ammodendron eichwaldii - Ammodendron karelini | - Ammodendron karelinii - Ammodendron lehmanni - Ammodendron longiracemosum - Ammodendron persicum - Ammodendron sieversii - Ammodendron zablotskii |